# Enarei

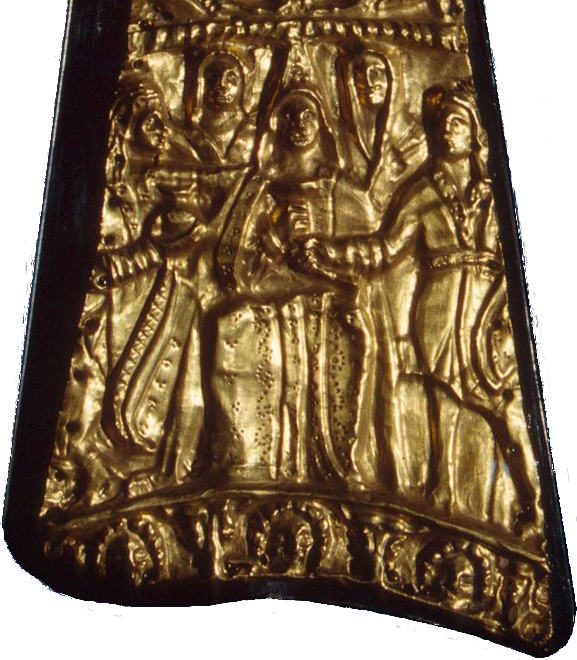
Detal złotej scytyjskiej tiary, ukazujący boginię Artimpasę otoczoną przez kapłanki. Postać z prawej, trzymająca rhyton, to Enaree.

Enaree (l.mn. Enarei) (stgr. ἐναρής) był kapłanem/szamanem scytyjskim czczącym boginię płodności i wojny, Artimpasę; enarei byli opisywani jako zniewieściali lub androgyniczni, nosili kobiece ubrania, wykonywali tradycyjne kobiece zajęcia i mówili jak kobiety. Byli akceptowani i czczeni (jako że mieli dar proroctwa bezpośrednio od bogini) w scytyjskim społeczeństwie.
Scytowie nie mieli świątyń i czcili zarówno bóstwa, jak i siły natury. Ich religia wiązała się z wróżbiarstwem, opisanym przez Herodota. Tradycyjne scytyjskie metody wykorzystywały różdżki wierzbowe, podczas gdy Enarei używali kory lipy. Scytyjski szamanizm obejmował ceremonie, w których używano konopi do osiągnięcia religijnej ekstazy. Współcześnie uważa się, że Enarei prawdopodobnie odprawiali te rytuały, tak jak szamani "przekraczający płeć" w innych kulturach. 
Według Herodota, Scytowie, którzy splądrowali świątynię Afrodyty (którą utożsamiał z Artimpasą jako jedną boginię) w Askalonie, i wszyscy ich potomkowie, zostali dotknięci przez boginię „kobiecą” chorobą. Enarei mieli być owocami tego czynu, a ci, którzy odwiedzają terytorium Scytów, widzieli tych szamanów. Grecki lekarz Hipokrates w swojej pracy Περί αέρων, υδάτων, τόπων wysunął teorię, że chociaż mieszkańcy Scytii uważali, że przyczyna zniewieściałości enarei jest boska, to według niego cierpieli na impotencję przez ciągłą jazdę konną i z tego powodu przyjmowali kobiece role. 